# Соляновка (Омская область)
Соляновка — упразднённая деревня в Павлоградском районе Омской области. Входила в состав Юрьевского сельского поселения. Исключена из учетных данных в 1999 г.

## География
Располагалась на юге района, на границе с Республикой Казахстан, в 2 км к юго-востоку от деревни Дувановка.

## История
Основана в 1908 году. В 1928 году посёлок Соляновский состоял из 123 хозяйств. В поселке располагались школа 1-й ступени, изба-читальня, лавка общества потребления. В административном отношении являлся центром Соляновского сельсовета Павлоградского района Омского округа Сибирского края.

## Население
По переписи 1926 г. в поселке проживало 682 человека, в том числе 348 мужчин и 334 женщины. Основное население — украинцы.